# علی‌یانلی
علی‌یانلی (به لاتین: Əliyanlı) یک منطقه مسکونی در جمهوری آذربایجان است که در شهرستان بردع واقع شده است. علی‌یانلی ۷۵۴ نفر جمعیت دارد.